# Lisboasaurus
Lisboasaurus là một chi Crocodylomorpha nhỏ (dài 400 mm) sống vào thời kỳ Jura muộn- Creta sớm